# 21401 Justinkovac
A 21401 Justinkovac (ideiglenes jelöléssel 1998 FC58) a Naprendszer kisbolygóövében található aszteroida. A LINEAR projekt keretében fedezték fel 1998. március 20-án.